# Šerifova pravica (TV-serija)
Šerifova pravica (izvirno Justified) je ameriška dramska televizijska serija, ki jo je ustvaril Graham Yost. Temelji na romanih Pronto in  Riding the Rap ter kratki zgodbi Fire in the Hole avtorja Elmora Leonarda. Glavni lik serije je Raylan Givens, namestni zvezni šerif. Prizorišče serije je v Lexingtonu, v zvezni državi Kentucky in goratem predelu vzhodnega Kentuckyja. 
Timothy Olyphant upodablja Givensa, žilavega zveznega moža postave, ki uveljavlja lastno vrsto (včasih nezakonito) pravice v rodnem mestu in spominja na šerife iz 19. stoletja.
Serija je premiero doživela 16. marca 2010 na kabelski televiziji FX. Doslej so predvajali štiri sezone. FX je serijo potrdil za 5. sezono, ki se bo začela januarja 2014.
V Sloveniji serijo predvaja Kanal A, ki je doslej predvajal prve tri sezone.

## Pregled sezon
| Sezona | Sezona | Epizode | Prvo predvajanje v ZDA (FX) | Prvo predvajanje v ZDA (FX) | Prvo predvajanje v Sloveniji (Kanal A) | Prvo predvajanje v Sloveniji (Kanal A) | Prvo predvajanje v Sloveniji (Kanal A) |
| Sezona | Sezona | Epizode | Premiera sezone             | Finale sezone               | Premiera sezone                        | Finale sezone                          |                                        |
| ------ | ------ | ------- | --------------------------- | --------------------------- | -------------------------------------- | -------------------------------------- | -------------------------------------- |
|        | 1      | 13      | 16. marec 2010              | 8. junij 2010               | 23. julij 2011                         | 3. september 2011                      |                                        |
|        | 2      | 13      | 9. februar 2011             | 4. maj 2011                 | 3. marec 2012                          | 14. april 2012                         |                                        |
|        | 3      | 13      | 17. januar 2012             | 10. april 2012              | 15. april 2012                         | 27. maj 2012                           |                                        |
|        | 4      | 13      | 8. januar 2013              | 2. april 2013               | /                                      | /                                      |                                        |
|        | 5      | 13      | /                           | /                           | /                                      | /                                      |                                        |

## Igralska zasedba

### Glavna zasedba
- Timothy Olyphant kot namestni zvezni šerif Raylan Givens
- Nick Searcy kot vodilni namestni zvezni Art Mullen
- Joelle Carter kot Ava Crowder
- Jacob Pitts kot namestni zvezni šerif Tim Gutterson
- Erica Tazel kot namestna zvezna šerifinja Rachel Brooks
- Natalie Zea kot Winona Hawkins
- Walton Goggins kot Boyd Crowder (nestalen lik sezona 1, stalen lik sezona 2-sedanjost)

### Nestalna zasedba
- Raymond J. Barry kot Arlo Givens (sezona 1–sedanjost)
- David Meunier kot Johnny Crowder (sezona 1–sedanjost)
- Damon Herriman kot Dewey Crowe (sezona 1–sedanjost)
- Jere Burns kot Wynn Duffy (sezona 1-sedanjost)
- M.C. Gainey kot Bo Crowder (sezona 1)
- Linda Gehringer kot Helen Givens (sezona 1–3)
- William Ragsdale kot Gary Hawkins (sezona 1–3)
- Jeremy Davies kot Dickie Bennett (sezona 2–sedanjost)[2]
- Margo Martindale kot Mags Bennett (sezona 2)[3]
- Joseph Lyle Taylor kot Doyle Bennett (sezona 2)[4]
- Brad William Henke kot Coover Bennett (sezona 2)
- Peter Murnik kot State Trooper Tom Bergen (sezona 2-3)
- Kaitlyn Dever kot Loretta McCready (sezona 2–sedanjost)
- Jim Beaver kot Sheriff Shelby (sezona 2-sedanjost)
- Abby Miller kot Ellen May (sezona 2-sedanjost)[5]
- Mykelti Williamson kot Ellstin Limehouse (sezona 3-sedanjost)[6]
- Neal McDonough kot Robert Quarles (sezona 3)[7]
- Brendan McCarthy kot Tanner Dodd (sezona 3)
- Demetrius Grosse kot Errol (sezona 3)

## Pomembnejše nagrade in priznanja

### Emmyji
2010: najboljša glasba v uvodni špici (nominacija)

2011: najboljša gostujoča igralka v dramski seriji - Margo Martindale (dobitnica), najboljši glavni igralec v dramski seriji - Timothy Olyphant (nominacija), najboljši gostujoči igralec v dramski seriji - Walton Goggins (nominacija), najboljši gostujoči igralec v dramski seriji - Jeremy Davies  (nominacija)

2012: najboljši gostujoči igralec v dramski seriji - Jeremy Davies (dobitnik), najboljša kinematografija za serijo, posneto z eno kamero (nominacija)

### Nagrade satellite
2011: najboljša dramska TV-serija (dobitnica), najboljši igralec v dramski TV-seriji - Timothy Olyphant (dobitnik), najboljši stranski igralec v seriji, miniseriji ali TV-filmu - Walton Goggins (nominacija), najboljša stranska igralka v seriji, miniseriji ali TV-filmu - Margo Martindale (nominacija)